# 藤田貞一郎
藤田 貞一郎（ふじた ていいちろう、1935年2月11日 - 2015年6月13日）は、日本経済史学者。同志社大学名誉教授。
朝鮮平壌府出身。1963年大阪大学大学院経済学研究科修了、「近世経済思想の研究 幕藩体制と「国益」思想」で大阪大学より経済学博士の学位を取得。松山商科大学講師、同志社大学商学部助教授、教授、2005年定年、名誉教授。宮本又次に師事した。

## 著書
- 『近世経済思想の研究 「国益」思想と幕藩体制』吉川弘文館 1966
- 『京都市公設小売市場の50年 公設小売市場と日本資本主義』京都市経済局消費経済課編 京都市公設小売市場連合会 1969
- 『近代生鮮食料品市場の史的研究 中央卸売市場をめぐって』清文堂出版 1972
- 『近代日本同業組合史論』清文堂出版 1995
- 『国益思想の系譜と展開 徳川期から明治期への歩み』清文堂出版 1998
- 『近代日本経済史研究の新視角 国益思想・市場・同業組合・ロビンソン漂流記』清文堂出版 2003
- 『「領政改革」概念の提唱 訓詁学再考』清文堂出版 2011

### 共編著
- 『日本商業史』宮本又郎、長谷川彰共著 有斐閣新書 1978
- 『宮本又次史学館』宇田正共編 思文閣出版 1984
- 『市場と経営の歴史 近世から近代への歩み』安藤精一共編 清文堂出版 1996

## 論文
- 藤田貞一郎